# 高地公園
海兰帕克（英語：Highland Park，也有译为高地公园）是美國伊利諾州萊克縣的一個城市，位於芝加哥市區以北26英里（42）。據2010年美國人口普查，海兰帕克有人口29,763人。海兰帕克是芝加哥的衛星城之一，建城於1869年，當時有人口500人。
2022年7月4日在慶祝美國獨立日的遊行上發生槍擊案造成6死至少36受傷。

## 外部連結
- City of Highland Park （页面存档备份，存于）